# Campeonato Asiático de Atletismo de 2017 - Lançamento de disco feminino
A prova do lançamento de disco feminino do Campeonato Asiático de Atletismo de 2017 foi disputada no dia 9 de julho de 2017 no Kalinga Stadium em Bhubaneswar, na Índia. 

## Recordes
Antes desta competição, os recordes mundiais e do campeonato nesta prova eram os seguintes:
|                       | Nome             | Nacionalidade     | Distância | Local          | Data                  |
| --------------------- | ---------------- | ----------------- | --------- | -------------- | --------------------- |
| Recorde mundial       | Gabriele Reinsch | Alemanha Oriental | 76m 80cm  | Neubrandenburg | 9 de julho de 1988    |
| Recorde do campeonato | Song Aimin       | China             | 65m 15cm  | Incheon        | 2 de setembro de 2005 |
| Recorde asiático      | Xiao Yanling     | China             | 71m 68cm  | Pequim         | 14 de março de 1992   |

## Medalhistas
| Ouro            | Prata                  | Bronze           |
| Chen Yang (CHN) | Subenrat Insaeng (THA) | Lu Xiaoxin (CHN) |

## Resultado final
| Posição           | Atleta              | Nacionalidade | #1    | #2    | #3    | #4    | #5    | #6    | Resultados | Notas |
| ----------------- | ------------------- | ------------- | ----- | ----- | ----- | ----- | ----- | ----- | ---------- | ----- |
| Medalha de ouro   | Chen Yang           | China         | 60.41 | x     | x     | 57.80 | 57.86 | 59.84 | 60.41      |       |
| Medalha de prata  | Subenrat Insaeng    | Tailândia     | 53.82 | 56.25 | x     | 54.46 | 54.54 | 56.82 | 56.82      |       |
| Medalha de bronze | Lu Xiaoxin          | China         | 53.82 | 56.25 | x     | 54.46 | 54.54 | 56.82 | 55.27      |       |
| 4                 | Li Tsai-yi          | Taipé Chinesa | 53.17 | 50.70 | 54.48 | x     | x     | x     | 54.48      |       |
| 5                 | Kamalpreet Kaur Bal | Índia         | 53.61 | x     | 54.32 | 53.12 | 52.01 | x     | 54.32      |       |
| 6                 | Seema Punia         | Índia         | x     | x     | 52.30 | 52.55 | x     | 54.11 | 54.11      |       |
| 7                 | Himani Singh        | Índia         | 49.60 | 51.39 | 48.67 | 50.77 | 50.90 | 48.81 | 51.39      |       |
| 8                 | Nanaka Kori         | Japão         | x     | 49.00 | 49.55 | 48.86 | 48.33 | 47.56 | 49.55      |       |
| 9                 | Eriko Nakata        | Japão         | 42.06 | 48.98 | 46.68 |       |       |       | 48.98      |       |
| 10                | Hiba Omar           | Síria         | x     | 43.82 | x     |       |       |       | 43.82      |       |

Legenda
| Recorde mundial       | Recorde mundial (World record)               |                       | Recorde africano                      | Recorde africano (African) |                                           | Q | Classificado por posição (Qualified) |
| Recorde do campeonato | Recorde do campeonato (Championship record)  | Recorde da América    | Recorde da América (Americas)         | q                          | Classificado por melhor tempo (Qualified) |   |                                      |
| Melhor marca do ano   | Melhor marca do ano (World leading)          | Recorde asiático      | Recorde asiático (Asian)              | DNS                        | Não largou (Did not start)                |   |                                      |
| Recorde nacional      | Recorde nacional (National record)           | Recorde europeu       | Recorde europeu (European)            | DNF                        | Não terminou (Did not finish)             |   |                                      |
| Recorde pessoal       | Recorde pessoal do atleta (Personal best)    | Recorde da Oceania    | Recorde da Oceania (Oceania)          | DSQ / DQ                   | Desclassificado (Disqualified)            |   |                                      |
| Recorde da temporada  | Recorde da temporada do atleta (Season best) | Recorde sul-americano | Recorde sul-americano (South America) | NM                         | Sem marca (No mark)                       |   |                                      |